# Bonanza (Colorado)
Pour les articles homonymes, voir Bonanza (homonymie).
Bonanza est une ville américaine située dans le comté de Saguache dans le Colorado.
Selon le recensement de 2010, Bonanza compte 16 habitants. La municipalité s'étend sur 0,44 milles carrés (1,14 km2).
Bonanza signifie « prospérité » en espagnol.

## Démographie
| 1890 | 1900 | 1910 | 1920 | 1930 | 1940 |
| ---- | ---- | ---- | ---- | ---- | ---- |
| 96   | 141  | 96   | 91   | 445  | 140  |

| 1950 | 1960 | 1970 | 1980 | 1990 | 2000 |
| ---- | ---- | ---- | ---- | ---- | ---- |
| 51   | 19   | 10   | 8    | 16   | 14   |

| 2010 | - | - | - | - | - |
| ---- | - | - | - | - | - |
| 16   | - | - | - | - | - |